# Gare de Rocamadour - Padirac
La gare de Rocamadour - Padirac est une gare ferroviaire française de la ligne de Brive-la-Gaillarde à Toulouse-Matabiau via Capdenac, située au lieu-dit la Gare, sur le territoire de la commune de Rocamadour, dans le département du Lot, en région Occitanie, à une dizaine de kilomètres de la commune de Padirac et de son célèbre gouffre.
Elle est mise en service en 1862, par la Compagnie du chemin de fer de Paris à Orléans (PO).
C'est une halte voyageurs de la Société nationale des chemins de fer français (SNCF), desservie par des trains des réseaux Intercités de nuit et TER Occitanie.

## Situation ferroviaire
Établie à 279 mètres d'altitude, la gare de Rocamadour - Padirac est située au point kilométrique (PK) 194,217 de la ligne de Brive-la-Gaillarde à Toulouse-Matabiau via Capdenac, entre les gares ouvertes de Saint-Denis-près-Martel et de Gramat. Elle est séparée de Saint-Denis-près-Martel par les gares fermées de Floirac et de Montvalent.

## Histoire
La station de Rocamadour est mise en service le 10 novembre 1862 par la Compagnie du chemin de fer de Paris à Orléans (PO), lorsqu'elle ouvre à l'exploitation la section de Brive à Capdenac.
En 1896, la Compagnie du PO indique que la recette de la gare pour l'année entière est de 40 591 francs.
Le bâtiment voyageurs est remis en état en 1929 et l'année suivante on procède à l'installation de deux grues pour permettre la manutention d'arbres en grume.
En 2014, c'est une gare voyageurs d'intérêt local (catégorie C : moins de 100 000 voyageurs par an de 2010 à 2011), qui dispose de deux quais, deux abris et une traversée de voie à niveau par le public (TVP).
En 2016, selon les estimations de la SNCF, la fréquentation annuelle de la gare est de 6 049 voyageurs.
En 2023, selon les estimations de la SNCF, la fréquentation annuelle de la gare s'élève à 9 155 voyageurs.

## Service des voyageurs

### Accueil

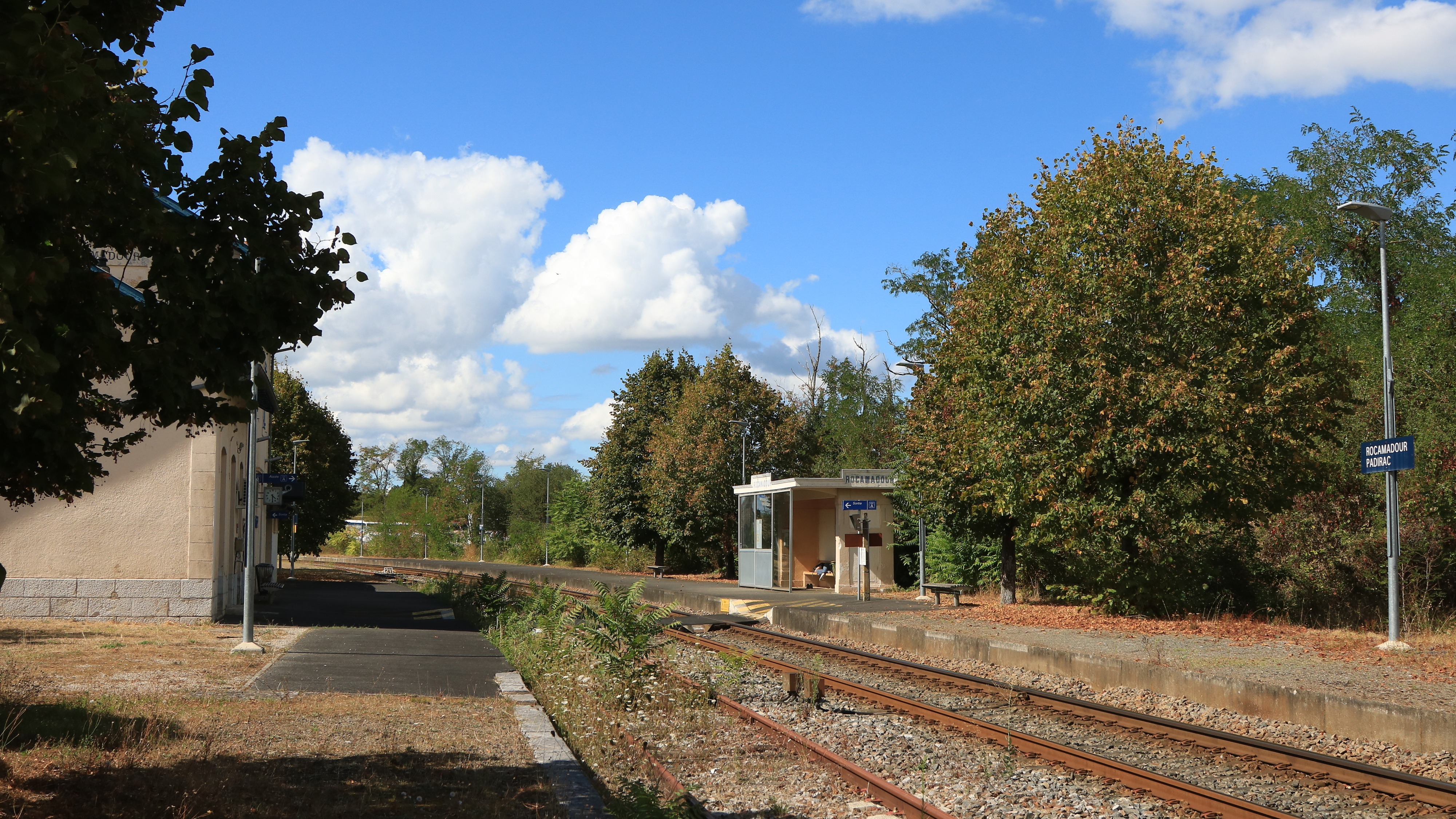
Vue générale des voies et quais en direction de Brive.

Rocamadour - Padirac est une halte de la SNCF.
La gare dispose d'une deuxième voie pour le croisement des trains. Un passage à niveau planchéié permet la traversée des voies et l'accès aux quais.

### Desserte
La halte est desservie par les Intercités de nuit de la relation Paris-Austerlitz – Rodez / Albi.
Elle est également desservie par des trains TER Occitanie circulant entre Brive-la-Gaillarde et Rodez.

### Intermodalité
Un parc pour les vélos et un parking sont aménagés.

## Patrimoine ferroviaire
Le bâtiment voyageurs comporte un corps central, à deux ouvertures et un étage couvert par une toiture à deux pans, avec une aile en rez-de-chaussée à trois ouvertures et une ancienne halle à marchandises.

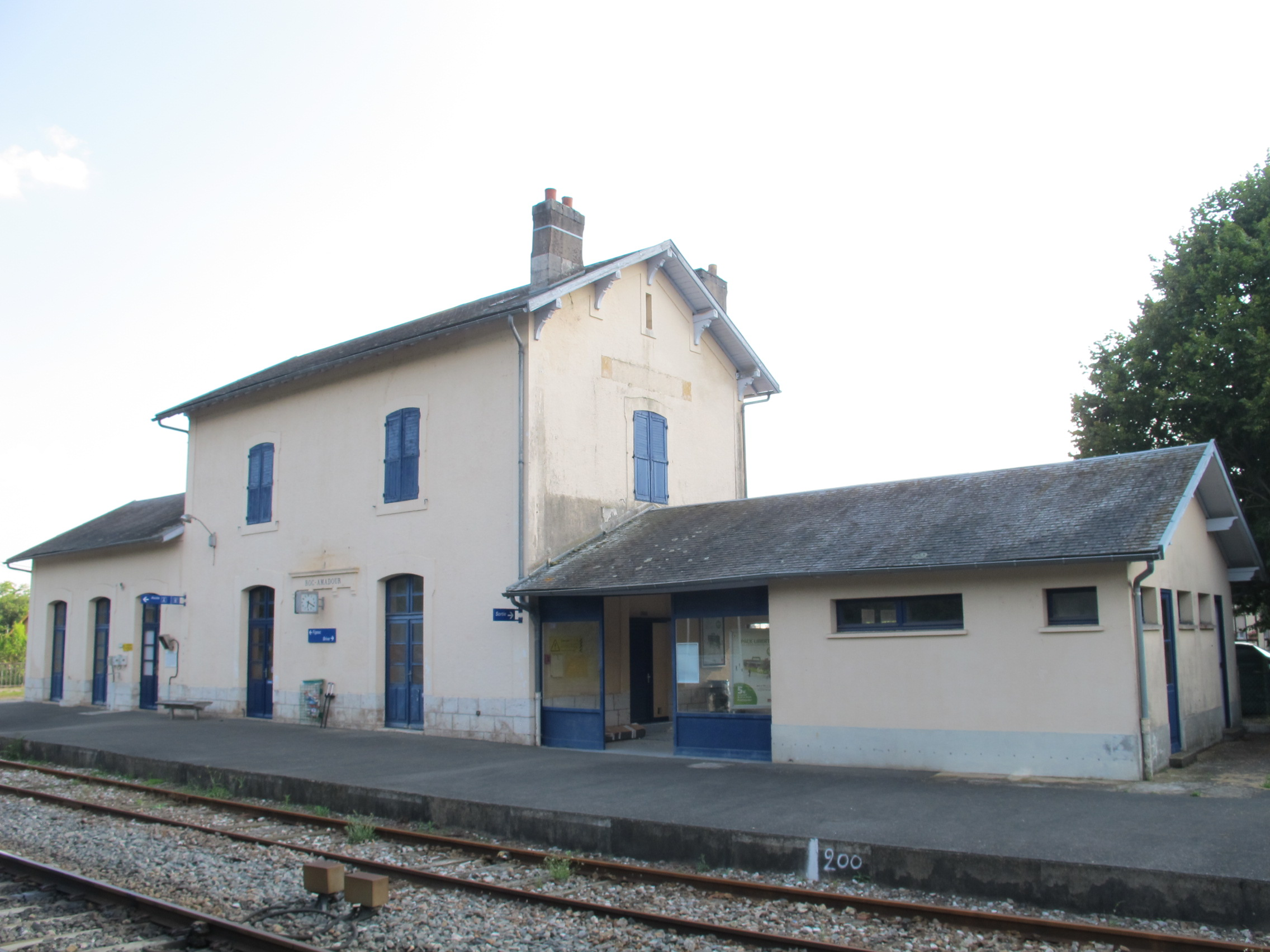
Le bâtiment vu du quai.
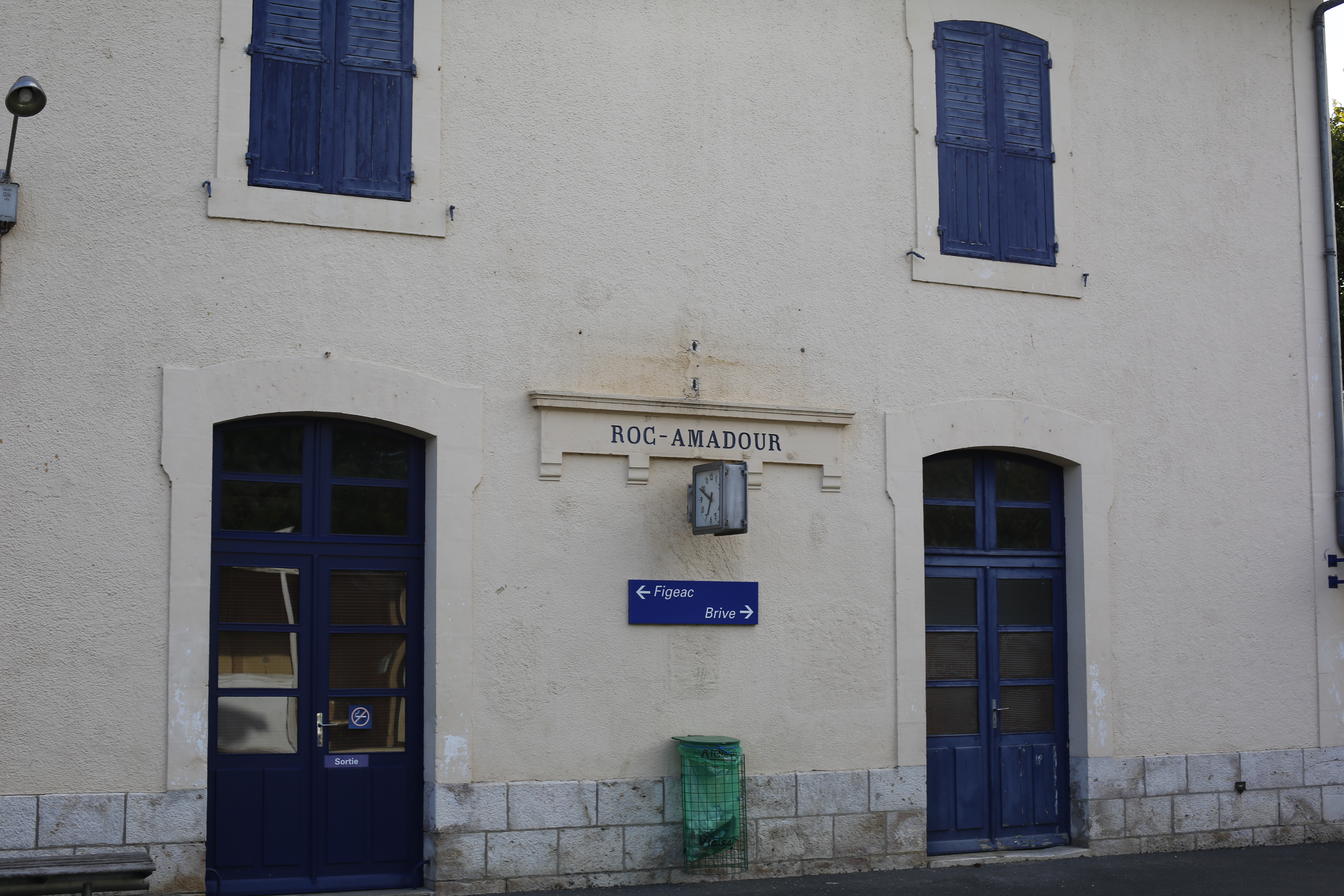
Détail de la façade, avec l'ancienne dénomination « Roc-Amadour ».

À côté de la gare on trouve également un petit bâtiment, à ossature bois et briques de base rectangulaire comportant quatre ouvertures en rez-de-chaussée sous une toiture à deux pans couverte en tuiles. Il semble que cela soit le premier bâtiment voyageurs, édifié en 1860 pour l'ouverture de la gare de Brive-la-Gaillarde, que la compagnie du PO a fait démonter en 1871, pour laisser la place à un nouvel édifice, et remonter à Rocamadour.